# Allgemeine Geographische Ephemeriden
Die Allgemeinen Geographischen Ephemeriden war die erste wissenschaftliche geographische Zeitschrift. Sie erschien erstmals 1798 im Geographischen Institut Weimar. 
Herausgeber waren unter anderem Friedrich Justin Bertuch als Verleger, Franz Xaver von Zach, Adam Christian Gaspari und Christian Gottlieb Reichard, Redakteur von 1798 bis 1799 war Johann Friedrich Hennicke, der zusammen mit Zach aus der Zeitschrift austrat. Die renommiertesten Geographen hatten in ihr veröffentlicht, allen voran Alexander von Humboldt.  Auch Goethe war unter den Autoren. Bis zum Jahr 1816 kamen 51 Bände heraus. Dann änderte sich der Titel in Neue allgemeine geographische Ephemeriden mit dem 1.–16. Band. Davon erschien 1831 der letzte Band. Franz Xaver von Zach versuchte in den Ephemeriden die Geographie mit den Spezialgebieten der Astronomie vereinen, was die Kritik der Leserschaft mit sich brachte, sodass dieser 1800 seine Herausgeberschaft beendete. Bertuch gab diese zunächst wieder allein heraus in der Absicht der beschreibenden Geographie den ihr gebührenden Platz zu geben, sodass er die Gründung einer Deutschen Geographischen Gesellschaft anregte, die mit seinem Landes-Industrie-Comptoir zusammenarbeiten sollte. Im Jahre 1880 wurde von Julius Kettler die Zeitschrift für wissenschaftliche Geographie gegründet und herausgegeben. Diese erschien bis 1891.